# Sodar

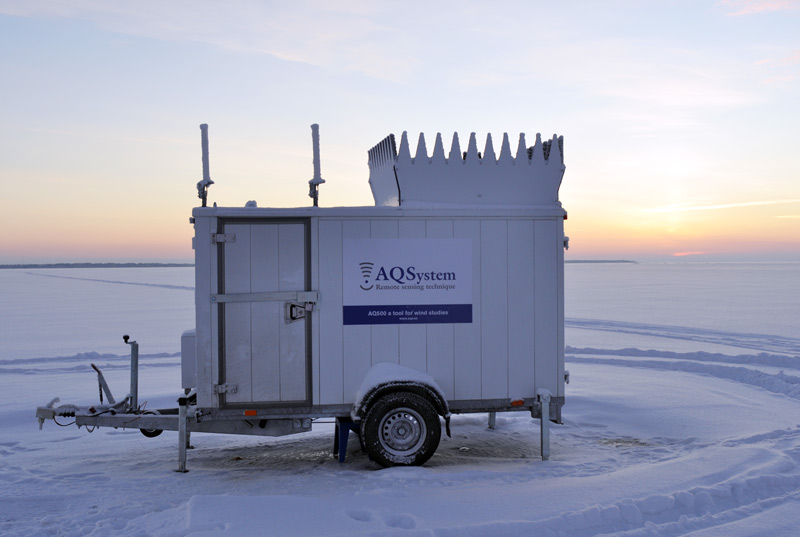
SODAR

Sodar (SOnic Detection And Ranging) je meteorologický přístroj, který měří rozptyl zvukových vln o atmosférické turbulence. Sodary lze využívat k měření rychlosti větru v různých výškách nad zemí, a termodynamické struktuře spodní vrstvy atmosféry. Princip je podobný radarovým systémům, avšak místo radiových vln pracuje sodar s vlnami akustickými. Zvukové vlny jsou vysílány vzhůru v podobě krátkých pulsů a při průchodu přízemní atmosférou se na odlišnostech v ovzduší zpětně rozptylují, tak vzniká tzv. rozptýlené echo. V důsledku toho se část akustické energie vrací zpět k naslouchacímu zařízení. Získané informace se vyhodnotí a slouží například k určení výšky inverzní vrstvy nebo k sestavení trojrozměrnému modelu proudění vzduchu.